# Ercheia plumbea
Ercheia plumbea là một loài bướm đêm trong họ Noctuidae.